# Mondorff
Mondorff település Franciaországban, Moselle megyében. Lakosainak száma 582 fő (2022. január 1.). Mondorff Puttelange-lès-Thionville és Basse-Rentgen községekkel határos.

## Népesség
A település népességének változása:
| Lakosok száma | 154  | 286  | 399  | 516  | 575  | 555  | 518  | 525  | 527  | 582  |
|               | 1968 | 1982 | 1990 | 2006 | 2013 | 2015 | 2017 | 2019 | 2020 | 2022 |